# よしもとオンライン
『よしもとオンライン』は、かつてYahoo!バラエティ内で、生放送で2009年1月から無料動画配信を行っていたバラエティ番組。2011年からのGYAO!内での「よしログ」を経て、2020年現在は同じGYAO!内でビデオ・オン・デマンド配信の「タグロー by よしもと」となっている。

## 概要
- 各曜日MCが固定のテーマに沿って番組を進めていく。（2009年6月 - ）
- 2009年1月 - 5月まで（リニューアル前）は、第1部が22:00 - 24:00、第2部が24:00 - 26:00と、各2時間の生放送で、特に各番組のテーマは決まっておらず、フリートークが中心の番組構成であった。
- 視聴者はYahoo!バラエティ内にあるお笑いスタジアム（ワラスタ）を使い、テーマに沿った書き込み・MCへの質問などを投稿できる。また、その書き込みが読まれるとMCの関連グッズがもらえる番組もある。
- 番組内では各曜日にアシスタントと呼ばれる女性タレントが1人レギュラー出演しており、番組途中でYahoo！や吉本関連の告知をする。基本的にアシスタントは告知コーナーでの出演が主であるが、金曜日の久嬢由起子のように、オリエンタルラジオ・NON STYLEの両番組に全編を通して出演するなど、告知コーナー以外で出演している番組もある。特に、土曜日のNATSUMEにおいてはほっしゃん。と親子という設定で全編を通して出演し、自分のコーナーも任されている。
- レギュラーMCが事情により出演できない場合は、別の吉本芸人が代打でMCを務める場合と、同じ日の別時間帯に出演可能な場合は、出演時間を入れ替える措置を取る場合の2通りがある。また、2008年の年末 - 2009年の年始、2009年の年末 - 2010年の年始にかけては、通常のレギュラーMCではなく若手芸人が多数日替わりでMCを務めた。
- 2009年7月18日・19日・20日の3日間は「よしもとオンラインLIVE STANDSP」としてNON STYLE・フットボールアワー・ライセンスが第1部・第2部ともにMC出演した。この3日間だけは第1部は80分一本撮りの録画放送、第2部はLIVE STANDの会場（ライセンスは東京吉本本部）より生放送だった。
- 2009年11月から、2度目のリニューアルが行われ、火曜日第2部担当だったNON STYLEが金曜日第2部に移動するなどの変更があったが、火曜日のライセンスや水曜日の麒麟など内容を継続した曜日もある。詳細は、番組一覧・各曜日の番組内容の欄を参照。
- 2010年7月18日と7月19日は、LIVE STAND'10の開催会場の幕張メッセからの生中継で行われ、7月18日第1部はNON STYLE、麒麟など4組が、第2部はジャルジャルやスマイルなど大阪吉本所属芸人を中心に4組が、7月19日第1部はライセンス、はんにゃ、ハリセンボンなど4組が、第2部はモンスターエンジン、ダイアンなど4組がゲスト出演し、2日間に共通して、ワラスタに投稿した視聴者の中から、LIVE STANDのグッズをプレゼントする企画などが行われた。

## 放送時間（2010年11月現在）
第1部と第2部は、吉本興業東京本部から毎日22:00 - 23:30と23:30 - 25:00まで、主に前身番組「ヨシモト∞」のレギュラー出演者が中心となって、日替わりでパーソナリティーを務めていた。
- 第1部 22：00 - 23：30
- 第2部 23：30 - 25：00

第3部は2010年3月末で終了した為「過去の番組内容」からよしもとオンライン大阪 よしもと○○同好会を参照。

## 番組一覧（2010年11月現在）
| 曜日   | 各部 | 番組タイトル（番組連携サービス）                              | レギュラー出演者              | アシスタント |
| ------ | ---- | ------------------------------------------------------------- | ----------------------------- | ------------ |
| 月曜日 | 1部  | はんにゃのもっちょい                                          | はんにゃ                      | 多田あさみ   |
| 月曜日 | 2部  | なましずる                                                    | しずる                        | 多田あさみ   |
| 火曜日 | 1部  | ライセンスのLICENSE vol.BLOG（Yahoo！ブログ）                 | ライセンス                    | 高木あずさ   |
| 火曜日 | 2部  | ペナさんエドさんのおすすめオンライン                          | ペナルティ - エド・はるみ     | 高木あずさ   |
| 水曜日 | 1部  | 麒麟のゲースイ（Yahoo！ゲーム）                               | 麒麟                          | にこ         |
| 水曜日 | 2部  | こちら週刊COWOO!NEWS編集部                                    | COWCOW                        | にこ         |
| 木曜日 | 1部  | フットボールアワーのオークションアワー（Yahoo！オークション） | フットボールアワー            | 三澤理栄     |
| 木曜日 | 2部  | ハリセンボンの占いっ娘クラブHP（Yahoo！占い）                 | ハリセンボン                  | 三澤理栄     |
| 金曜日 | 1部  | オリエンタルラジオのマンガアニメの日（Yahoo！コミック）       | オリエンタルラジオ            | 久嬢由起子   |
| 金曜日 | 2部  | NON STYLE パーティー                                          | NON STYLE                     | 久嬢由起子   |
| 土曜日 | 1部  | 藤井隆&ココリコ田中の教えて!Yahoo!先生（Yahoo！映画）         | 藤井隆 - ココリコ（田中直樹） | NATSUME      |
| 土曜日 | 2部  | ほっしゃん。親子とゆかいな飲み仲間                            | ほっしゃん。                  | NATSUME      |
| 日曜日 | 1部  | トータルテンボスのしのびナイトかまわん夜                      | トータルテンボス              | ひろ美       |
| 日曜日 | 2部  | よしもとオンライン企画&若手スペシャル                         | 企画＆若手                    | ひろ美       |

## 各曜日の番組内容（2010年11月現在）

### 月曜日
- はんにゃのもっちょい
  - はんにゃの2人が90分間に渡って、フリートークを繰り広げる番組。初回は、「はんにゃの（仮）」とタイトルが未定のままスタートし、番組タイトルを決めるという企画であった。2010年7月現在では、川島章良に1週間限定のあだ名を付けるコーナーや、「金田総理に聞け!」、はんにゃと同期の若手芸人とトークする「同期というだけで出られるコーナー」などがある。2010年7月5日放送分では、はんにゃの2人が乗っていたタクシーが追突されてしまい、東京本社に来られない事態となり、サカイストの2人が代理で司会を担当した。2010年8月23日放送分では、コーナーの「金田総理」が火曜日のライセンスの「いのも党」と類似しているのではという流れから、ライセンスの2人が放送中に乱入する企画が行われた。
- なましずる
  - しずるの2人が、90分間に渡って、1週間に起こった出来事などを写真を使用して話したり（しずるのウィークリーフォト）、フリートークを中心に進行する番組。初期はワラスタの投稿を参考にしずるの2人が対決を行ったり、ワラスタで毎週あるテーマに沿った雑学を募集し、しずるの2人に選ばれた投稿者には、しずるの直筆サイン入りグッズが当たっていた。現在は、ワラスタへの投稿者の中から抽選で、放送中にスタッフが撮影したしずるやゲストが写った写真（毎回放送の最後に池田がプレゼントする写真を2枚選択する）のプレゼントに変更となっている。また、第1部のはんにゃ（特に川島章良）が途中で乱入する場合がある。
  - 2010年2月9日の放送では、しずるが大阪の京橋花月での公演のため、フルーツポンチが代理で出演し、タイトルも「なまフルポン」と題して、企画内容はそのままで生放送を行った。
  - 2010年6月7日放送分からはAGE AGE LIVEに出演する芸人と、各芸人の終電時間までトークする『終電までトーク！』というコーナーが開始された（ただし7月5日放送で登場したブロードキャストの吉村は自転車、8月30日放送で登場したアームストロングの栗山、10月11日放送で登場したジューシーズの赤羽と児玉はバイクで来てしまった）。各芸人の終電時間を迎えると駅のホームのブザー音が流され、強制的にスタジオから退出させられる事が恒例となっている。
  - 2010年9月27日の放送では「キングオブコント2010 反省会」と題し、同期の漫才師であるゆったり感をMCに迎え、囲碁将棋、ライス（コント師だが2回戦敗退のため）を呼んで大会を振り返った。
  - 2010年10月18日放送ではキングオブコメディがゲストであったが、しずるが渋滞のため数分遅刻してしまい、最初はキングオブコメディ2人だけで繋いだ。その後、しずるも登場して2組でトークや対決企画などを全編に渡って行った。

### 火曜日
- LICENCE vol.BLOG：ライセンスの2人が、ブログをテーマに様々なコーナーを繰り広げる。
  - 「これでブログ書いてよ〜」：Yahoo!ブログと連動し、毎週1つのテーマで視聴者がYahoo!ブログに日記を投稿し、スタッフに選ばれた日記が、放送当日にライセンスの2人に読まれる。最後に選ばれた1人には、ブログに直接ライセンスのコメントが書き込まれる。
  - 「世直し政党いのも党」：井本貴史がメインのコーナー。ワラスタに投稿された、許せない事や腹の立つ事に対して、井本が共感できるか出来ないかを判定する。井本が「わかる!」と判定した投稿者には、ライセンス直筆サイン入りの党員証明書がプレゼントされる。2010年8月放送分で、月曜日のはんにゃの「金田総理」と当コーナーが類似しているのではという流れになり、毎週コーナー内にて月曜日のはんにゃのコメントの様子がオンエアされ、2010年8月23日放送分に乱入するという事が決定され、実際に8月23日の放送開始前から収録場所のカーテン裏に忍び込み続け、途中でいきなり姿を現し、はんにゃの2人に謝罪を迫るという流れになった。
  - 「ブログ・オブ・ザ・イヤーをガチで目指そう!」：当番組のメイン企画。番組開始当時、ブログをテーマにした番組を担当するのに、自分達はブログを最近更新していない、という話題になり、同じ吉本興業の品川庄司の品川祐が2007年にブログ・オブ・ザ・イヤーを受賞していた事から、年末の受賞を目標にと立ち上がった企画。毎回ワラスタでアクセス数を上げるための方法を募集し、様々な方法を講じた結果、品川祐をラフブロランキングで破り1位となり、1日100万アクセスを突破し、現在も1位から3位の常連となるなど、当番組の枠に留まらない現象を起こしている。2009年12月の放送では、ブログ・オブ・ザ・イヤーにノミネートされ、実行委員会のスタッフをトークに迎えるなど投票期限まで様々な方法を試みたが、2010年2月4日に受賞を逃した事が判明し、ブログの更新を停止した。その後の2010年2月9日放送分では、藤原一裕が番組冒頭から酒を飲み始め、後輩芸人がなだめるという展開の中、藤原の両親が、番組最後で電話で生出演し、番組最後で、藤原が画面から姿を消した後ブログの更新を再開し、来年の受賞への決意を明らかにした。2010年現在は「今週の藤原ブログ」と改題して、ブログ記事の紹介を継続している。

- ペナさんエドさんのおすすめオンライン
  - ペナルティの2人とエド・はるみが、様々な商品などの魅力を、その商品担当者などとのトークと共に掘り下げていく番組。前番組「ヒデさんエドさんのドライブデート」では、ヒデとエド・はるみの2人だったが、ヒデの相方のワッキーが、ゲストとして出演したのを機に準レギュラーとなり、当番組開始後にレギュラーに昇格し、3人でのMC体制となっている。

### 水曜日
- 麒麟のゲースイ：麒麟の2人が、最新ゲーム情報やランキングを伝えたり、新旧様々なゲームでゲストと遊ぶ90分。
  - 週間ゲームランキング
    - ゲーム雑誌の「週刊ファミ通」とコラボし、1週間のゲームソフトの売上ランキングを伝える。

  - 新作ゲームチェキ
    - 近日中に発売される最新ゲームを、麒麟の2人が実際にいち早くプレーし、ゲームの魅力を伝えるコーナー。

  - 麒麟への挑戦状
    - 毎回1組のゲストの若手芸人と、自分の得意とする主に昔のファミコンゲームで対決するコーナー。ゲストが勝てば、麒麟の2人からゲストの希望するゲームソフトをプレゼントされるが、麒麟が勝った場合は、ゲストの私物をプレゼントしなくてはならない。ゲストは基本的には、吉本興業所属の若手芸人であるが、2010年2月3日放送分では、松竹芸能所属の安田大サーカスのクロちゃんとHIROが出演するなど、ゲストの幅が広がっている。また、2010年6月放送分では、田村裕が1ヶ月の休養のため、毎週ゲスト芸人が出演し、金曜日にも出演するNON STYLEの石田明や井上裕介などがそれぞれソロで生出演した。

- こちら週刊COWOO!NEWS編集部
  - COWCOWの2人が、新聞やワイドショーで取り上げられる事のない、吉本興業所属の様々なお笑い芸人のニュースを伝える番組。ゲストとして、ニュースで取り上げられた芸人が出演する事が多い。

### 木曜日
- フットボールアワーのオークションアワー
  - フットボールアワーの2人が、Yahoo!オークションと連動し、ゲストと共にオークションの楽しさを伝える番組。毎回1人の若手芸人をゲストに迎え、ゲストのオークションで落札したい物を、実際にYahoo!オークションで探して、実際にその場で落札した場合は、後日本人に届ける様子をVTRで紹介する。2010年になり、吉本興業の芸人だけではなく、アーティストのSoulJa・清春が登場し、実際に私物をYahoo!オークションに出品したり、岩尾望の友人であるDragon Ashの降谷建志が出演するなど、ゲストの幅が広がっている。
  - 2010年9月からは後藤が「後藤のおっちゃん」として、ワラスタの書き込みユーザーが希望する他の曜日を担当している芸人に、サインを頼んであげることが多くなっており[注 1]、そのお礼としてサインを書いた芸人に、後藤が芸人の希望したプレゼントを贈る事が恒例となっている。

### 金曜日
- オリエンタルラジオのマンガアニメの日

「オリエンタルラジオのマンガアニメの日」を参照。
- NON STYLE パーティー

2010年5月14日配信分から、ひとつのおもちゃで遊びたおすという内容に変更された。1戦目は、通常のルールで行い、その後、特別ルールを入れてゲームを進行していく。以前から毎週出演していた初恋タローが2010年5月21日配信分からレギュラー扱いになった。

### 土曜日
- 藤井隆＆ココリコ田中の教えて！Yahoo!先生
  - 藤井隆とココリコ田中が生徒となり、さまざまな内容の授業を受講していく90分。授業は映画をテーマとした1時間目とゲストを招いての週替わりテーマの2時間目で構成されている。
- ほっしゃん。親子とゆかいな飲み仲間
  - ほっしゃん。（親：おとん）とNATSUME（子：娘）の親子2人と視聴者が参加する飲み会形式で繰り広げる90分。番組内では週替わりでオススメのお酒とおつまみが紹介され、視聴者からの投稿をメインとし、お酒を交えて様々なコーナーが行われる。
    - コーナー紹介・半額チャレンジ
      - 飲み会は視聴者から紹介されたお店に集う形で開催され、当日のお店の紹介、コーナーの紹介が行われる。また、乾杯の挨拶を行う視聴者が指名される。
      - 当日のお店から半額チャレンジとして様々なゲームが親子に出題され、それをクリアすると当日の飲み代が半額ないしお店からのおごりということになる。

    - 乾杯の挨拶
      - コーナー紹介・半額チャレンジにて指名された視聴者が、与えられたテーマに基づき乾杯の挨拶を書きこみ、その投稿の内容で飲み会が開始される。テーマにそぐわない場合、やり直しが発生する場合もある。

    - 週替わりコーナー
      - コーナー紹介・半額チャレンジで紹介されたコーナーに視聴者が投稿し、投稿を紹介する形でコーナーが進められていく。投稿内容を基として親子が様々なトークを繰り広げていく。

    - 告知のコーナー
      - 親子がかわりばんこで告知を行うコーナー。Yahoo!Japanとよしもとが一緒につくった新しい形の完全動画サイト：マイゾー（myzo）の告知はなぜか親子ともカンペを見ずに行われ、そのせいかアレンジが加えられる事が多い。
      - また、視聴者からのしょうもない人生のしょうもない告知も行われる。

    - 教えて！スイーツの神様！
      - 視聴者から投稿されたスイーツに関する質問をNATSUMEによく似たスイーツの神様が応えて行くコーナー。スイーツの神様はケーキのような帽子をかぶっている。

    - ピッタンコスイーツ
      - スイーツに関する執着心が尋常ではないNATSUMEとNATSUMEが指定した視聴者に対し「◯◯といえば？」といったお題が出され、その答えが同じであった場合のみ、番組お取り寄せのスイーツをNATSUMEが食べられる、というコーナー。

    - 魔法の言葉のコーナー
      - 視聴者から投稿された悩み相談に、NATSUMEが飲み会開始前にあらかじめ書いたアドバイス（魔法の言葉）フリップで答え、悩みを解決していくコーナー。魔法の言葉のフリップは後日、解決された悩みの投稿者に郵送される。
      - 魔法の言葉は、「まほうのことばっ」というオリジナルのフレーズとともに紹介される。

### 日曜日
第一部
トータルテンボス
第二部は企画&若手スペシャルとなっている。いくつかの番組は定期的に放送されている。
- べしゃリコ
  - ココリコのフリートーク。当初は月1回の予定だったが放送頻度が減ってきている。
    - 冒頭のフリートークの後、田中がテーマを発表するが、毎回「ココリコへの質問」であるため、毎回遠藤にツッコまれている。
    - 書き込みが採用されるとオリジナルのTシャツがプレゼントされる。Tシャツは田中ver.と遠藤ver.があり、質問と一緒に希望を書いておけば、希望したTシャツがもらえる。

## 過去の番組内容
第3部はよしもとオンライン大阪 よしもと○○同好会を参照。

### 月曜日
- しずるレアリズム（2009年1月 - 5月・月曜日第2部）
  - しずるのミニコントから始まり、フリートークが中心であるが、ワラスタで2人に演じて欲しいコントキャラクターを募集し、選ばれたキャラクターで、番組中盤で実際に即興でコントを演じる。また、ほぼ毎週フルーツポンチが開始1時間後に登場する事が恒例となっており、しずるとミニコントを演じていた。
- はんにゃのズグダンShoppinng（2009年6月 - 10月・月曜日第1部）
  - Yahoo!ショッピングと連動し、はんにゃの2人が、毎回1人の若手芸人のゲストと、実際にYahoo!ショッピングで買い物をする。実際に買う場合はそれぞれが自腹で購入し、次回に購入した商品を実際に紹介する場合が多かった。

- しずるとらべる（2009年6月 - 10月・月曜日第2部）
  - Yahoo!トラベルと連動し、しずるの2人が、全国の様々な隠れた観光地やスポットを紹介する。基本的に村上純が進行するが途中でボケを挟み、池田一真がツッコむのが恒例となっていた。また後半では、毎回1人の若手芸人をゲストに迎え、その芸人が自身の出身都道府県の様々なスポットを紹介していた。登場時には、その芸人の出身地の方言で喋り始める事が恒例となっていた。

### 火曜日
- NON STYLE NON MUSIC（2009年6月 - 10月）
  - Yahoo!ミュージックと連動し、最新の音楽ダウンロードランキングや、芸人の○○な時に聴きたい歌ベスト3など、音楽に関するコーナーを展開していた。また、番組後半では、ワラスタで歌詞を募集し、実際に歌にしていくコーナーもあった。またゲストでクレイジーケンバンドの横山剣を迎えた回もあった。

### 金曜日
- NON STYLE トークスタイル（2009年11月 - 2010年5月7日）

2009年11月6日から火曜日から金曜日に移動し、内容もリニューアル。NON STYLEがSkypeを使用し、全国あるいは海外の視聴者と直接Webカメラで繋いでトークを繰り広げる90分。開始当初、各コーナーにはタイトルが付いていなかったが、2010年1月8日放送分より、コーナー名が付けられるようになった。
番組のコーナーとして
- 初恋タローの生チャレンジ90

2010年1月29日放送分からの新企画。レギュラー出演している初恋タローが、ワラスタで事前に募集した、初恋タローの2人あるいはどちらか1人に挑戦して欲しい課題に挑戦し、課題達成を目指す企画。課題を達成すると、内容に応じた賞金がNON STYLEのポケットマネーから初恋タローに支払われる。
- ウォンテッドトーク

毎週1つのテーマを設定し、リスナーとSkypeで繋ぎテーマに関するトークを繰り広げる。毎回実際にコーナーを開始する前に、2人が注意事項を説明する事が恒例となっている。
- なにわスタイル

主に大阪のbaseよしもと所属の若手芸人が、Skypeを通じて1組出演し、NON STYLEとトークを繰り広げる。基本的にNON STYLEは事前にゲストは知らされないが、2009年11月20日放送分で、GAG少年楽団がゲストの際、メンバーの1人の宮戸洋行が、石田明に事前に電話で番組出演の挨拶を行っていたため、ゲスト出演が事前に判明してしまっていた事もある。
| 放送日   | ゲスト               |
| -------- | -------------------- |
| 11月6日  | スーパーマラドーナ   |
| 11月13日 | ギャロップ           |
| 11月20日 | GAG少年楽団          |
| 11月27日 | 銀シャリ             |
| 12月4日  | span!                |
| 12月11日 | ダイアン             |
| 12月18日 | ファミリーレストラン |
| 12月25日 | 天竺鼠               |
| 1月8日   | ビタミンS            |
| 1月15日  | ガリガリガリクソン   |
| 1月22日  | 極悪連合             |
| 1月29日  | ソーセージ           |
| 2月5日   | かまいたち           |
| 2月12日  | ツジカオルコ         |
| 2月19日  | ツジカオルコ         |
| 2月26日  | スマイル             |
| 3月5日   | 藤崎マーケット       |
| 3月12日  | かまいたち           |
| 3月19日  | クロスバー直撃       |
| 3月26日  | タナからイケダ       |
| 4月9日   | いがわゆり蚊         |
| 4月16日  | ハム                 |
| 4月23日  | コマンダンテ         |
| 4月30日  | かりんとう           |
| 5月7日   | 天竺鼠               |

- 主な特徴

井上が番組スタッフがだんだん少なくなっていったことを本番中にコメントすることが多かった。
この番組のギャラが1万5千円であると井上がコメントしたことがある。
- 今日のこうすけ

前番組「NON STYLE NON MUSIC」から継続していたコーナー。初恋タローの松野浩介が、放送当日にどんな扮装で登場するかを当てるミニコーナー。毎回ワラスタで予想を募集し、正解した人には、レギュラー全員でその場で撮影した写真がプレゼントされる。扮装は、放送日あるいは放送日近日に関係したものになっていた。2010年1月8日放送分にて終了。
- 劇団高森

番組最後に、井上裕介を除くレギュラー全員で、「劇団高森」として寸劇を行っていた。この寸劇の稽古の模様が、前番組終了直後の楽屋を中継している場面で放送される場合があった。2009年12月に企画終了。

## リピート放送
- Yahoo！プレミアムに会員登録すると翌日12:00 - 15:00のリピート放送を視聴することができる。
- 2009年12月1日から再び会員登録なく無料での視聴が可能となり、2010年1月から、各曜日の放送が、放送1週間後に配信開始された後、3ヵ月後まで、無料でいつでも視聴可能になった。